# Drino deducens
Drino deducens là một loài ruồi trong họ Tachinidae.